# Raghunatha Tondaiman II
Raghunatha Tondaiman II (Pudukkottai, 1798 – Pudukkottai, 13 luglio 1839) fu Raja di Pudukkottai dal 1825 al 1839.

## Biografia

### I primi anni
Raghunatha Tondaiman nacque nel 1798 da Vijaya Raghunatha Tondaiman, Raja di Pudukkottai, e dalla sua seconda moglie, Rani Ayi Ammani Ayi Sahib Avargal a Pudukkottai e venne educato tramite un tutore privato. Raghunatha era il minore dei due figli di Vijaya Raghunatha Tondaiman che gli sopravvissero. Raghunatha Tondaiman succedette al trono alla prematura morte del fratello maggiore Vijaya Raghunatha Raya Tondaiman II nel giugno del 1825.

### Il regno
Raghunatha Tondaiman regnò per i 14 anni successivi alla sua incoronazione il 20 luglio 1825. Il suo regno fu ad ogni modo pacifico e senza eventi particolari. Nel 1837, Raghunatha Tondaiman suggerì al suo governo la proposta di canalizzare le acque del fiume Cauvery verso lo stato di Pudukkottai ma quest'opera non poté essere eseguita per la mancanza di fondi. Raghunatha Tondaiman ottenne dal governo britannico il trattamento di "Eccellenza" il 2 aprile 1830 oltre al saluto onorifico con 17 colpi di cannone a salve.

### Matrimonio e figli
Raghunatha si sposò due volte. La prima nel 1812, con una figlia di M.R.Ry. Sri Suryamurti Panrikondran, di Kallakurichi. Successivamente sposò Rani Kamalambal Ayi Sahib. Con quest'ultima moglie ebbe due figli e due figlie.
- Rajkumari Periya Rajammani Bayi Sahib (m. 1836)
- Rajkumari Chinna Rajammani Bayi Sahib (m. 1840)
- Ramachandra Tondaiman (1829-1886)
- Thirumalai Tondaiman (1831-1871)